# Franc Ivanek
Franc Ivanek, slovenski gozdar, * 5. oktober 1929, Tišina, † 29. april 1978, Maribor.

## Življenje in delo
Leta 1954 je kot prvi diplomiral na takratni ljubljanski Agronomsko-gozdarski fakulteti in 1976 doktoriral na Biotehniški fakulteti v Ljubljani (BTF). Leta 1956 je postal vodja gozdne uprave v Rušah in 1958 vodja sektorja za urejanje gozdov v Gozdnem gospodarstvu Maribor. Leta 1976 je bil izvoljen za izrednega profesorja na ljubljanski BTF. Postavil je temelje načrtovanemu gospodarjenju z gozdovi na Štajerskem in oblikoval metodologijo območnega načrtovanja.